# 楠代德縣

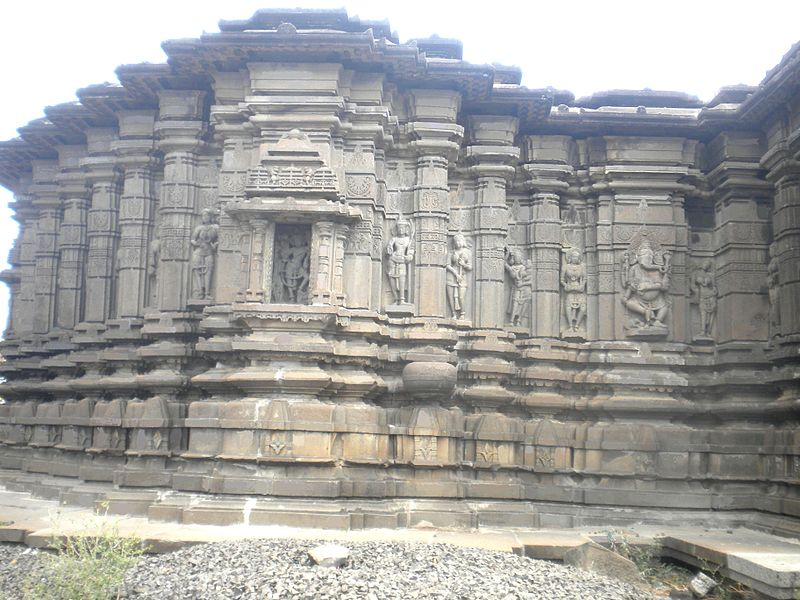

楠代德縣（英語：Nanded district）是印度的一個縣，位於該國西部，由馬哈拉施特拉邦負責管轄，面積10,422平方公里，識字率為68.52%，2001年人口2,876,259，人口密度每平方公里276人。
19°09′36″N 77°19′12″E / 19.16000°N 77.32000°E